# 프라크리티 카카르
프라크리티 카카르(영어: Prakriti Kakar, 1995년 5월 8일~)는 뉴델리 출생 인도의 가수이다. 프라크리티 카카르는 2012년 볼리우드 영화 투티야 딜의 타이틀곡을 부르며 경력이 시작되었다. 그 후, 2013년 개봉한 영화에서 몇 곡의 트랙을 연주했으며 대부분 백 보컬을 맡았다. 그 다음으로 프라크리티 카카르는 안킷 티와리와 공동으로 영화 Alone의 "Katra Katra"와 영화 Khamoshiyan의 "Bheegh Loon"라는 곡을 발표하였다. 프라크리티 카카르는 쌍둥이인 수크리티 카카르와 함께 Sudhar Ja, Mafiyaan, Kehndi Haa Kehndi Naa, Hum Tum, Sona Lagda 및 Majnu를 포함한 독립 뮤직 비디오를 발표하였다.

## 미디어
2021년 3월, 프라크리티 카카르는 쌍둥이인 수크리티 카카르와 함께 Naari라는 곡으로 전 세계 빌보드 차트에서 2위를 차지하였다. 2021년 10월, 프라크리티 카카르는 수크리티 카카르와 함께 뉴욕의 타임스 스퀘어에서 공연하였다.